# Hauptstraße C31
Die Hauptstraße C31 im Osten Namibias zweigt in Okahandja von der Nationalstraße B1 ab und führt in östlicher Richtung über Hochfeld nach Summerdown, wo sie in die Hauptstraße C29 einmündet.